# Pollenia sinensis
Pollenia sinensis este o specie de muște din genul Pollenia, familia Calliphoridae. A fost descrisă pentru prima dată de Seguy în anul 1935. Conform Catalogue of Life specia Pollenia sinensis nu are subspecii cunoscute.